# Rio Espera (kommun)
Rio Espera är en kommun i Brasilien.   Den ligger i delstaten Minas Gerais, i den sydöstra delen av landet, 700 km sydost om huvudstaden Brasília. Antalet invånare är 6 078.
Följande samhällen finns i Rio Espera:
- Rio Espera

Omgivningarna runt Rio Espera är huvudsakligen savann. Runt Rio Espera är det ganska glesbefolkat, med 38 invånare per kvadratkilometer.